# 奧斯曼—馬穆魯克戰爭 (1516年—1517年)
奥斯曼—马穆鲁克战争是指1516年至1517年期間馬木留克蘇丹國与奥斯曼帝国之间爆發的冲突。此次戰爭最終导致马穆鲁克苏丹国滅亡，黎凡特、埃及、漢志、麥加、开罗、大马士革和阿勒颇等地區和城市被奥斯曼帝国佔領。 原本奥斯曼帝国的領土僅限於安納托利亞和巴尔干半岛地区，通過這次戰爭，奥斯曼帝国控制了大片穆斯林世界領土。不過奥斯曼帝国的首都仍然位於伊斯坦堡。 